# کیم سویی
 کیم سویی (به کره‌ای:김소이   به انگلیسی: Kim So-yi) (زاده ۲۳ فوریه ۱۹۷۱ بازیگر زن در کره جنوبی است.
او به دلیل بازی در نقش بانو مین در مجموعه تلویزیونی جواهری در قصر و بانو بونگ در مجموعه تلویزیونی دونگ یی و بانو کیم در مجموعه تلویزیونی ایسان و بانو چوی (ندیمه بانو جونگ میونگ ) در مجموعه تلویزیونی جونگ میونگ شناخته شد.

## زندگینامه
کیم سویی که نام او در حقیقت کیم سو وون می باشد، متولد ۲۳ فوریه ۱۹۷۱ و تحصیل کرده دانشگاه هانیانگ است. کیم سویی بخاطر بازی در سریال جواهری در قصر برنده جایزه چراغ نور افکن شد. کیم سویی در سال ۱۹۹۸ ازدواج کرد اما در سال ۲۰۰۶ طلاق گرفت.

## سریال‌ها
| سال  | نام مجموعه                  | کارگردان       | نقش               | توضیحات           |
| ---- | --------------------------- | -------------- | ----------------- | ----------------- |
| ۱۹۹۰ | بهشت ما                     | لی جین سوک     | یانگ هونگ سون     | ۱۰۰ قسمتشبکه MBC  |
| ۱۹۹۲ | بهشت ما ۲                   | چوی یی ساپ     | یانگ هون سون      | ۶۳ قسمتشبکه MBC   |
| ۱۹۹۲ | پادشاهی خشم                 |                | دوست یی هان یئون  |                   |
| ۱۹۹۲ | دو خواهر                    | جانگ هیون جو   |                   | شبکه MBC          |
| ۱۹۹۲ | افسون                       | جانگ سونگ جو   |                   | ۱۳ قسمتشبکه MBC   |
| ۱۹۹۳ | همسر مرد                    |                | می را             | ۱۶ قسمتشبکه MBC   |
| ۱۹۹۴ | بیمارستان عمومی             | لی جو هوان     | ما سانگ می        | ۹۲ قسمتشبکه MBC   |
| ۱۹۹۵ | آریرانگ                     | کیم بیون ووک   | کارمند دفتر حقوقی | ۲۶۵ قسمتشبکه SBS  |
| ۱۹۹۶ | حقیقت                       | کانگ بیونگ مون | سونگ سو جین       | ۱۵ قسمتشبکه ATV   |
| ۱۹۹۷ | Because I Really            | کیم هیون جون   | بک سونگ یی        | ۲۵۷ قسمتشبکه KBS2 |
| ۱۹۹۸ | شش کودک                     | لی مین چول     | مادر دال ره       | ۱۰۰ قسمتشبکه MBC  |
| ۱۹۹۸ | زندگی با دشمن               | جو هوان لی     |                   | ۸ قسمتشبکه MBC    |
| ۲۰۰۰ | می‌خواهم به دیدنت ادامه بدم  | لی جونگ سو     | مین گیونگ هوی     | ۱۲۸ قسمتشبکه SBS  |
| ۲۰۰۰ | داستان‌های مدرسه             | کیم هیوک جو    |                   |                   |
| ۲۰۰۰ | تازه‌کار                     | کو هیون سیک    | جونگ سوک          | ۱۶ قسمتشبکه SBS   |
| ۲۰۰۲ | پنج برادر و خواهر           | یونگ بوم واک   |                   | ۱۲۰ قسمتشبکه SBS  |
| ۲۰۰۳ | عشق برای همیشه              | کیم جین مین    |                   | ۴۹ قسمتشبکه MBC   |
| ۲۰۰۳ | پلکانی به بهشت              | جانگ سو لی     |                   | ۲۰ قسمشبکه SBS    |
| ۲۰۰۳ | جواهری در قصر               | لی بیونگ هون   | بانو مین          | ۵۴ قسمتشبکه MBC   |
| ۲۰۰۴ | دریاسالار جاوید یی سون شین  | لی سونگ جو     | بو رام            | ۱۰۴ قسمتشبکه KST  |
| ۲۰۰۴ | زنی که هنوز قصد ازدواج دارد | کوون سوک جانگ  | گو هی سوک         | ۱۸ قسمتشبکه MBC   |
| ۲۰۰۵ | لبخند روز بهاری             | کبک گونگ هون   | جون میونگ هوی     | شبکه MBC          |
| ۲۰۰۶ | مجرد معمولی                 | لی هه جانگ     | هان یونگ می       | ۱۴ قسمتشبکه SBS   |
| ۲۰۰۷ | ایسان                       | لی بیونگ هون   | بانو کیم          | ۷۷ قسمتشبکه MBC   |
| ۲۰۰۸ | بیمارستان عمومی ۲           | نو دو چول      | ما سانگ می        | ۱۷ قسمتشبکه MBC   |
| ۲۰۱۰ | افسانه دونگ‌‌یی               | لی بیونگ هون   | بانو بونگ         | ۶۰ قسمتشبکه MBC   |
| ۲۰۱۳ | گل پسر همسایه               | جونگ جونگ هوا  | جونگ ایم          | ۱۶ قسمتشبکه tvn   |
| ۲۰۱۳ | هور جون، داستان اصلی        | کیم گونگ هون   | ها دونگ دک        | ۱۳۵ قسمتشبکه MBC  |
| ۲۰۱۵ | جونگ میونگ                  | چوی جونگ گیو   | بانو چوی          | ۵۰ قسمتشبکه MBC   |